# Constance (comédienne)
Pour les articles homonymes, voir Constance.
Constance Pittard, essentiellement connue sous le mononyme Constance, née le 3 août 1985 à Vieux-Moulin dans l'Oise, est une comédienne et humoriste française.

## Biographie

### Enfance et formation
Constance Pittard est née le 3 août 1985 à Vieux-Moulin, village situé dans la forêt de Compiègne, près de Cuise-la-Motte.
En 2003, après huit ans d’expérience dans des troupes de théâtre amateur de Picardie, elle entre au conservatoire d'art dramatique de Lille échoue au Conservatoire National Supérieur d'Art dramatique de Paris, puis rejoint, à Paris, l'École du One Man Show dirigée par William Pasquiet. Ce dernier met en scène son premier spectacle en solo intitulé  Je suis une princesse, bordel ! en 2007. Elle fréquente les cafés-théâtre, univers qui lui correspond.

### Carrière
Constance intègre l'équipe d'animation du FIEALD en 2007 puis rejoint l’émission de divertissement On n'demande qu'à en rire, le 2 décembre 2010, avec un numéro intitulé Une nouvelle princesse arrive chez Disney, puis devient « pensionnaire » de l'émission le 1er mars 2011. Elle se fait connaître auprès du grand public grâce à ses rôles de femmes névrosées orientées vers l'humour noir, avec Jérémy Ferrari à l'écriture de certains de ses numéros. Après 51 passages, Constance met un terme à l’expérience le 28 mars 2012 en refusant de participer au repêchage. Elle l'annonce sur la radio Le Mouv' dans l’émission La Morinade en expliquant que « ce qu'elle a envie de défendre n'est plus en phase avec l'ambiance générale de l'émission » et fait notamment allusion à son dernier numéro, donné le vendredi 23 mars, avec lequel elle ne récolte que 58 points,,.
À partir de 2011, Constance fait partie de l’équipe des documentaires de Pascal Forneri consacrés à la chanson française[source secondaire souhaitée], pour la chaîne de télévision France 3. Elle y joue, dans des reconstitutions, le rôle muet d'une jeune femme anonyme des années 1960 dans SLC Salut les copains, puis du XXIe siècle dans Ces chansons qui nous ressemblent l'année suivante.

### Nouveaux rôles et chroniques
Dès avril 2014, Constance intervient sur la chaîne de télévision Téva dans le programme court Constance ou la gueule de l'emploi.
À partir de novembre 2017, elle tient une chronique dans l'émission Par Jupiter ! sur France Inter. Le 28 août 2018, elle mène une chronique, Parlons balcon, parlons nichons, liée à son regret que l’allaitement des femmes dans l’espace public fasse régulièrement  scandale. Elle y dénonce les « puritains moralisateurs » et conclut son intervention seins nus pour illustrer son propos. Cette chronique suscite un emballement médiatique. Elle est vue des millions de fois et vaut à son autrice de nombreuses insultes sur les réseaux sociaux.
Constance participe en tant que chroniqueuse au lancement du magazine  Siné Madame en avril 2019,.
À partir du 6 février 2021, elle intervient dans l'émission On est en direct avec un numéro dans la rubrique  Les Petites Phrases de Constance.
Le 24 mars 2025, elle fait sa première apparition comme sociétaire dans l'émission Les Grosses Têtes animée par Laurent Ruquier sur RTL.

### Polémique sur le génocide rwandais
Le 7 avril 2020, dans une chronique sur France Inter intitulée Confine-toi toi-même !, Constance déclare au sujet du génocide des Tutsi au Rwanda : « Oreillers ou machettes, ça se joue des fois à peu de mots »,. En réaction à ces propos, l'avocat Richard Gisagara, qui est à l'origine de la loi française réprimant la négation du génocide, déclare dans le journal Jeune Afrique : « En comparant sur France Inter le génocide contre les Tutsi à une aimable bagarre de polochons, l’humoriste Constance Pittard perpétue, 26 ans après le drame, le racisme ordinaire qui banalise « le crime des crimes » lorsqu’il survient sur le continent africain ».
Cet incident ayant suscité de nombreuses autres réactions, la comédienne présentera des excuses publiques.

### Syndrome d’épuisement professionnel et dépression, puis nouveau spectacle
Fin 2021, Constance, qui souffre d’un syndrome d’épuisement professionnel (burn-out) suspend sa tournée et cesse toute activité. Elle réapparaît en novembre 2022 sur France Inter où elle évoque son année difficile et reprend ses chroniques hebdomadaires. Ce retour lui vaut de nombreux messages de soutien et de remerciements pour avoir abordé avec honnêteté un sujet qui touche des millions de personnes,. Le 31 janvier 2023, la comédienne fait savoir sur les réseaux sociaux qu’elle a décidé de se mettre à nouveau en retrait de la vie publique,,.
Elle réalise alors un parcours psychiatrique, durant lequel elle est diagnostiquée bipolaire,. De son expérience de la dépression, des envies suicidaires, et du monde de la psychiatrie, elle tire avec son coauteur Pascal Duclermortier un nouveau spectacle intitulé InConstance, qu'elle présente en 2024,( elle serait la première à faire un spectacle d'humour sur ce sujet). Le spectacle bénéfice d'une importante couverture médiatique. Pour le quotidien Le Monde, il est « d'une drôlerie terriblement émouvante ». La Croix estime le « spectacle courageux et plein de finesse, en forme de confession ». Télérama le trouve « à la fois émouvant et hilarant ». Madame Figaro  le qualifie d'« ovni théâtral ».

## Théâtre
Sauf indication contraire ou complémentaire, les informations mentionnées dans cette section peuvent être confirmées par la base de données Les Archives du spectacle.
One-woman-shows
- 2008-2011 : Je suis une princesse, bordel !, au Théâtre Le Bout (deux ans à l'affiche) puis trois ans plus tard au théâtre de la Comédie de Paris à Paris (six mois à l'affiche)[réf. nécessaire]
- 2012-2014 : Les mères de famille se cachent pour mourir, coécrit avec Jérémy Ferrari, au théâtre de la Comédie de Paris à Paris (13 mois à l'affiche) et en tournée francophone en 2013 et 2014
- 2015 : Partouze sentimentale, au théâtre de la Comédie de Paris à Paris du 27 janvier 2015 à fin novembre 2015
- 2016-2017: Gerbes d'amour, avec Marie Reno, au Festival d'Avignon 2016, au Théâtre de Dix heures à Paris d'octobre à fin décembre 2016 puis en tournée francophone à partir de janvier 2017
- 2018-2021 : Pot pourri, au Festival d'Avignon 2018 puis en tournée dans toute la France à partir d'août 2018[35],[36]
- Depuis 2024 : InConstance coécrit avec Pascal Duclermortier, mise-en-scène Eric Chantelauze

## Filmographie
Sauf indication contraire, les informations mentionnées dans cette section peuvent être confirmées par les bases de données cinématographiques IMDb et Allociné,  présentes dans la section « Liens externes ».

### Cinéma
- 2014 : Repas de famille de Pierre-Henry Salfati : Brigitte
- 2018 : Les Municipaux, ces héros des Chevaliers du fiel : Milene
- 2019 : Les Municipaux, trop c'est trop des Chevaliers du fiel : Milene

### Courts métrages
- Le Voyage de Charlot[Quand ?] de Jean-Marie Le Mazou[réf. nécessaire]
- 2010 : Sérieuses Références demandées de Jérôme de Gerlache : Constance Prune

### Télévision
- 2010 : Hero Corp (série télévisée), épisodes Retrouvailles et Instructions : Eshita
- 2012 : Le Golden Show (émission de télévision) : divers rôles
- 2015 : Reboot (série télévisée), 6 épisodes : Virginia

### Web-séries
- 2017-2019 : La Petite Mort : Maman Mort (voix)

## Participations à des émissions

### Émissions de radio
- 2017-2021 : Par Jupiter ! sur France Inter - chroniqueuse humoristique

### À la télévision
- 2009 : Pliés en 4, France 4
- 2010-2012 : On n'demande qu'à en rire, France 2 - candidate
- 2011 : On a tout révisé, France 2
- 2011 : SLC Salut les copains sur France 3 - divers rôles
- 2012 : Ces chansons qui nous ressemblent sur France 3
- 2014 : Constance ou la gueule de l'emploi, Téva[10]
- 2015 : Mot de passe, France 2
- 2015-2016 : La Grosse Émission, Comédie+
- 2017-2018 : Code Promo sur France 2
- 2020 : Piquantes  sur Téva
- 2021 : On est en direct, sur France 2

## Distinctions
- Festival « Paris fait sa comédie » 2009 : 1er prix Fnac et 1er prix SACD[réf. nécessaire]
- Estivales du rire de Dinard 2009 : Luron d'or, 1er prix du jury (présidé par Bruno Salomone)[réf. nécessaire]
- Festival d'Avignon 2013 : Trophée du rire La Provence[38].